# Miyota 8215
El Miyota 8215 es una maquinaria automática de origen japonés para relojes de pulsera, un movimiento mecánico que es usado por diversos fabricantes de relojes. Miyota es parte del grupo de compañías Citizen Watch Co. La mayoría de fabricantes de relojes no fabrican sus propios movimientos, y en su lugar utilizan movimientos estandarizados de compañías especializadas. El Miyota 8215 es usado por fabricantes de relojes como Citizen, Bernhardt Watches, Camel, Dugena, Festina, Jacques Lemans, Kyboe, Invicta, Lip, Laco y Perseo.
El  Miyota 8215  es un movimiento non-hacking de 21 rubíes de tres manos con fecha con un sistema de cuerda unidireccional (rotación izquierda) con una precisión de -20 a +40 segundos por día, y una reserva de energía de más de 40 horas. El diámetro del movimiento es de 26 mm y el grosor es de 5.67 mm. Late a 21.600 BPH o 3 Hz (6 medios ciclos por segundo).

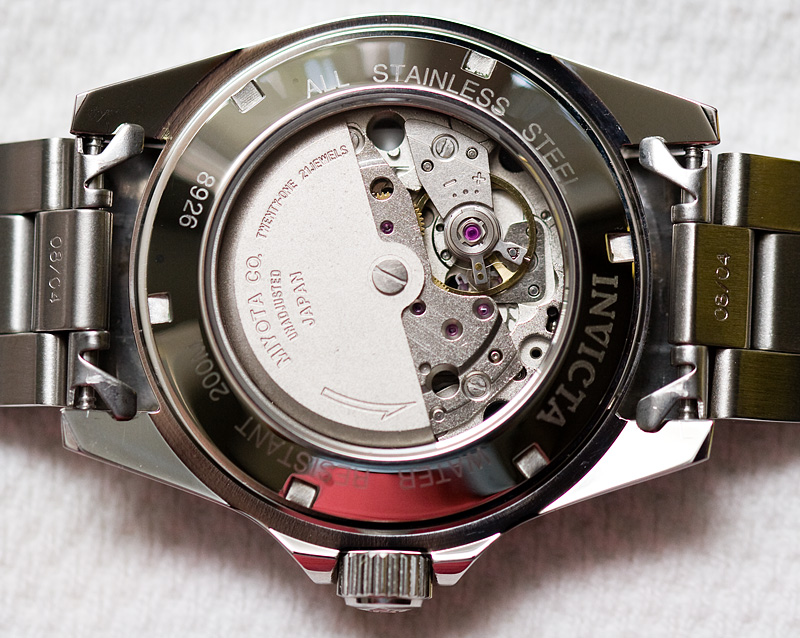
Miyota 8215 en un Invicta 8926.
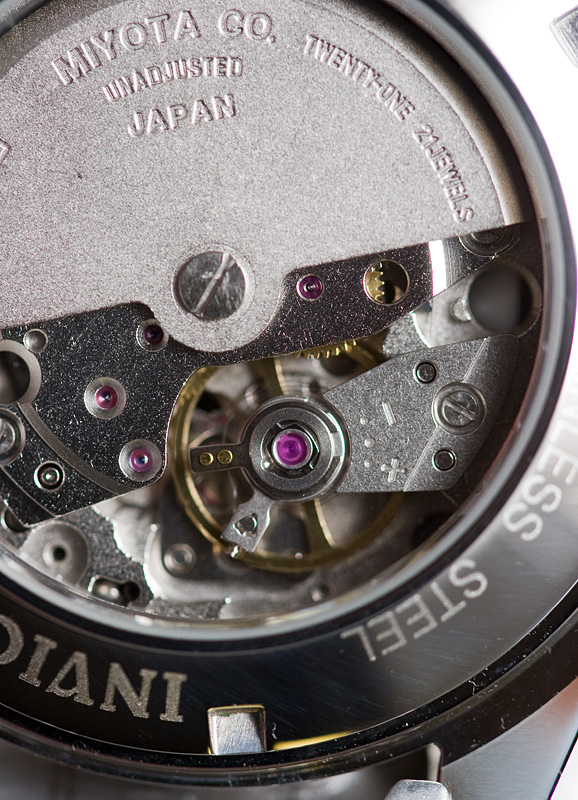
Miyota 8215 en un Invicta 8926, acercamiento.
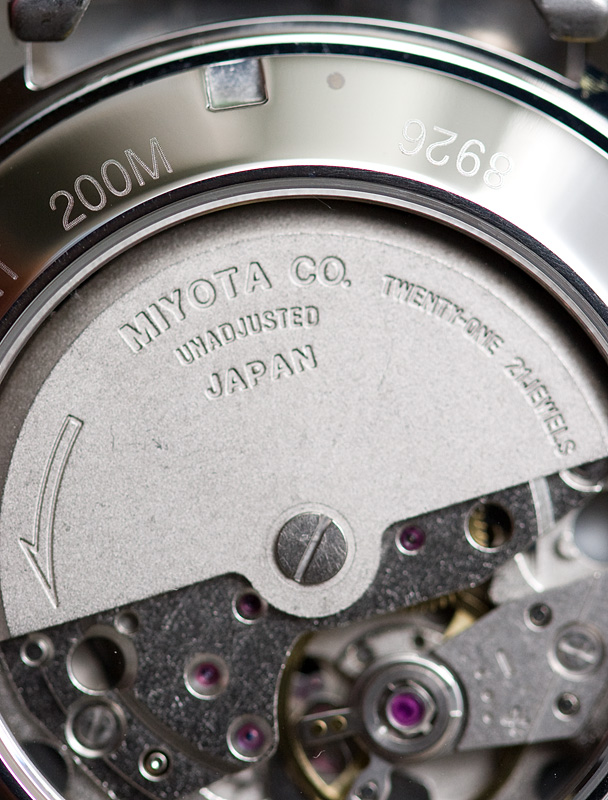
Miyota 8215 en un Invicta 8926, acercamiento.